# Эрнст, Лев Константинович
Лев Константинович Эрнст (8 января 1929, Сеньково, Владимирская губерния — 26 апреля 2012, Москва) — советский и российский специалист в области теории и практики племенного дела в скотоводстве, доктор сельскохозяйственных наук (1969), профессор (1970), академик ВАСХНИЛ (1975), заслуженный деятель науки РСФСР, лауреат премии Совета Министров СССР, вице-президент РАСХН. Отец Константина Эрнста.

## Биография
- Родился 8 января 1929 года в деревне Сеньково Владимирской области.
- В 1936 году пошёл в первый класс школы во Мстёре, но далее сменил город и до 5 класса учился в Коврове. Ещё 3 года до 8-го — во Владимире, а окончил школу № 14 в городе Шахунье[3].
- Окончил Кировский сельскохозяйственный институт (1951), аспирантуру Всесоюзного научно-исследовательского института животноводства (1954). Доктор сельскохозяйственных наук (1969), профессор (1970), академик ВАСХНИЛ (1975).
- 1954—1956 гг. — младший научный сотрудник отдела кормления сельскохозяйственных животных ВНИИ животноводства.
- 1956 г. — доцент.
- 1956—1959 гг. — и. о. заведующего кафедрой разведения сельскохозяйственных животных Кировского сельскохозяйственного института, представитель президиума Отделения ВАСХНИЛ по Нечернозёмной зоне РФ.
- 1959—1963 гг. — старший научный сотрудник отдела разведения крупного рогатого скота.
- 1963—1966 гг. — заведующий счётно-вычислительной лабораторией.
- 1966—1970 гг. — заместитель директора по научной работе.
- 1970—1975 гг. — директор ВНИИ животноводства.
- 1975—1976 гг. — первый заместитель председателя президиума Отделения ВАСХНИЛ по Нечернозёмной зоне РСФСР.
- 1976—1978 гг. — председатель президиума Отделения ВАСХНИЛ по Нечернозёмной зоне РСФСР, одновременно (с 1976 г.) — вице-президент ВАСХНИЛ.
- 1978—1979 гг. — академик-секретарь Отделения животноводства ВАСХНИЛ.
- 1979—1991 гг. — вице-президент ВАСХНИЛ.
- 1992—2012 гг. — вице-президент РАСХН.
- Скончался 26 апреля 2012 года в Москве на 84-м году жизни. Похоронен 28 апреля 2012 года на Троекуровском кладбище[4].

## Происхождение и семья
Происходит из семьи потомственных железнодорожников, стал первым исключением из этого ряда.
- Прадед — Лео Эрнст, немец, машинист; приехал из Германии во Владимирскую губернию с постройкой Московско-Нижегородской железной дороги. Женился на русской, обрусел[5].
- Дед — Николай Львович Эрнст, старший телеграфист на станции Мстёра[5].
- Дед — Иван Михайлович Веренников, старший телеграфист на станции Сеньково[5].
- Отец — Константин Николаевич Эрнст, последовательно начальник станции Крестниково, начальник станции Ковров, начальник отделения железной дороги во Владимире, начальник отделения железной дороги в Шахунье, начальник отделения железной дороги в Кирове, начальник отделения движения Горьковской железной дороги[5].
- Мать — Зоя Ивановна Веренникова, начальник отделения связи Горьковской железной дороги[5].
- Жена — Светлана Ниловна[6] Голевинова[7], экономист.
  - Сын — Константин Эрнст (род. 1961), российский телевизионный деятель; назван Константином в честь деда (отца Льва Константиновича)[8][9].
    - Внуки: Александра Константиновна Эрнст (от гражданского брака Константина Эрнста с Анной Силюнас)[10], Эрика Константиновна Эрнст (р. 2016), Кира Константиновна Эрнст (р. 2017), Лев Константинович Эрнст (р. 2020) (от брака Константина Эрнста с Софьей Эрнст, урождённой Заикой)[11][12].

## Научная деятельность
Разработал систему крупномасштабной селекции и методов моделирования селекционных процессов с помощью вычислительной техники, что позволило повысить прогнозы эффекта селекции и темпы генетического улучшения сельскохозяйственных животных. Является одним из основоположников сельскохозяйственной биотехнологии. Руководил работами по созданию трансгенных животных, обладающих улучшенными свойствами и иммунитетом к инфекционным заболеваниям.
Основные области научных исследований — селекция и популяционная генетика с.-х. животных, с.-х. биотехнология — разработка практических приёмов трансплантации эмбрионов крупного рогатого скота, получение трансгенных животных. Разрабатывал вопросы применения математических методов и вычислительных машин в племенном деле. Предложил программу механизированной обработки данных племенного учета с помощью ЭВМ. Создал эффективные методы генетической оценки быков-производителей и количественного прогнозирования результата селекции для конкретных популяций с.-х. животных. Разработал теоретические основы промышленного скотоводства и предложил технологические методы селекции молочного скота.
Создал школу специалистов по генетике, селекции и биотехнологии с.-х. животных.
Был членом 4 иностранных академий, почётным профессором Джансийского университета (Китай). Опубликовал более 750 научных работ, в том числе 57 книг и брошюр, из них 19 монографий. Имеет более 60 авторских свидетельств и патентов на изобретения.
Избранные научные труды
- Генетические основы племенного дела в молочном скотоводстве. М., 1968
- Долголетнее использование высокопродуктивных коров. М., 1970 (в соавт.)
- Современные методы совершенствования молочного скота. М., 1972 (в соавт.)
- Крупномасштабная селекция в скотоводстве. М., 1982 (в соавт.)
- Повышение эффективности племенной работы в хозяйствах крупных регионов. М., 1985 (в соавт.)
- Повышение генетического потенциала молочного скота. М., 1986 (в соавт.)
- Племенное дело в животноводстве. М., 1987 (в соавт.)
- Animal genetic resources of the USSR- Rome 1989 (в соавт.)
- Профилактика генетических аномалий крупного рогатого скота. Л., 1990 (в соавт.)
- Скотоводство: учебник. М., 1992 (в соавт. (3 изд.)
- Биотехнология с.-х. животных. М., 1994 (в соавт.)
- Генетические ресурсы с.-х. животных в России и сопредельных странах . СПб., 1994 (составитель)
- Проблемы селекции и биотехнологии сельскохозяйственных животных РАСХН. М., 1995
- Трансгенные животные и возможности их использования. Молекулярно-генетические аспекты трансгенеза в животноводстве. М., 2001 (в соавт.)
- Генетические основы селекции сельскохозяйственных животных. М., 2004.

## Награды и премии
- Награждён орденами Трудового Красного Знамени (1971), «Знак Почета» (1979), орденом «За заслуги перед Отечеством» III (2004) и IV степени (1999), медалями СССР и ВДНХ.
- Заслуженный деятель науки РСФСР (1989), лауреат премии Совета Министров СССР (1978).

## Память
- ВНИИ животноводства имени Л. К. Эрнста (2012)